# Hector Avila
Hector Avila interpretat de Kurt Caceres, este un personaj din serialul de televiziune Prison Break difuzat de Fox.